# Cryogenium
| Eon                                            | Era                | Periode      | Ouderdom Ma |
| ---------------------------------------------- | ------------------ | ------------ | ----------- |
| Fanerozoïcum                                   | Paleozoïcum        | Cambrium     | later       |
| Proterozoïcum                                  | Neoproterozoïcum   | Ediacarium   | 635 - 541   |
| Proterozoïcum                                  | Neoproterozoïcum   | Cryogenium   | 720 - 635   |
| Proterozoïcum                                  | Neoproterozoïcum   | Tonium       | 1000 - 720  |
| Proterozoïcum                                  | Mesoproterozoïcum  | Stenium      | 1200 - 1000 |
| Proterozoïcum                                  | Mesoproterozoïcum  | Ectasium     | 1400 - 1200 |
| Proterozoïcum                                  | Mesoproterozoïcum  | Calymmium    | 1600 - 1400 |
| Proterozoïcum                                  | Paleoproterozoïcum | Statherium   | 1800 - 1600 |
| Proterozoïcum                                  | Paleoproterozoïcum | Orosirium    | 2050 - 1800 |
| Proterozoïcum                                  | Paleoproterozoïcum | Rhyacium     | 2300 - 2050 |
| Proterozoïcum                                  | Paleoproterozoïcum | Siderium     | 2500 - 2300 |
| Archeïcum                                      | Neoarcheïcum       | Neoarcheïcum | vroeger     |
| Indeling van het Proterozoïcum volgens de ICS. |                    |              |             |

Het geologisch tijdperk Cryogenium (vroeger Cryogenien of Cryogeniaan), is een periode van de era Neoproterozoïcum, onderdeel van het eon Proterozoïcum. Het Cryogenium duurde van 720 - 635 Ma. Het werd voorafgegaan door het Tonium en gevolgd door het Ediacarium.

## Naam
De naam Cryogenium is afgeleid van het Griekse cryos, ("ijs") en genesis, wat "geboorte" betekent.
Dit tijdvak wordt gekenmerkt door de zwaarste ijstijden uit de geschiedenis van de Aarde, de Sturtische (720-700 Ma) en de Marinoïsche/Varanger ijstijd, die duurde tot circa 635 Ma. Het begin van deze ijstijden, waarbij de ijskappen tot aan de evenaar kwamen, valt ongeveer samen met het uiteenvallen van het supercontinent Rodinië. Er is nog veel onduidelijkheid over de Snowball Earth-theorie, waarbij volgens de meest vergaande scenario's zelfs de oceaan tot een kilometer diep was dichtgevroren, terwijl er volgens anderen open water moet zijn geweest (de 'natte sneeuwbal').
De overgang van het Cryogenium naar het Ediacarium wordt gemarkeerd door een carbonaatafzetting die arm is aan 13C, een aanwijzing voor een klimaatverandering.